# Mario Giuriati
Mario Giuriati (Milano, 31 dicembre 1895 – Gorizia, 11 agosto 1916) è stato un calciatore e militare italiano, medaglia d'oro al valor militare.

## Biografia
Calciatore e socio nella società milanese A.C. Enotria, si arruolò nel Regio esercito, combattendo nella prima guerra mondiale, in servizio nel 144º Reggimento fanteria, con il grado di sottotenente. Si distinse nella sesta battaglia dell'Isonzo: sul monte Sabotino, già ferito gravemente, si sottraeva alle cure per ritornare sul campo di battaglia, tra le trincee. Sostituendo il comandante ferito, guidava la sua compagnia nell'assalto della postazione austriaca, e colpito ancora in modo grave, resisteva fino alla morte.
Il 15 ottobre 1916 gli fu conferita la medaglia d'oro al valor militare alla memoria.
La città di Milano gli ha intitolato una strada e un centro sportivo.